# Borovki (Sverdlovsk)
|  | Per a altres significats, vegeu «Borovki». |

Borovki (en rus: Боровки) és un poble de l'óblast de Sverdlovsk, a Rússia, segons el cens del 2010 tenia 76 habitants.